# Jacques Villeret

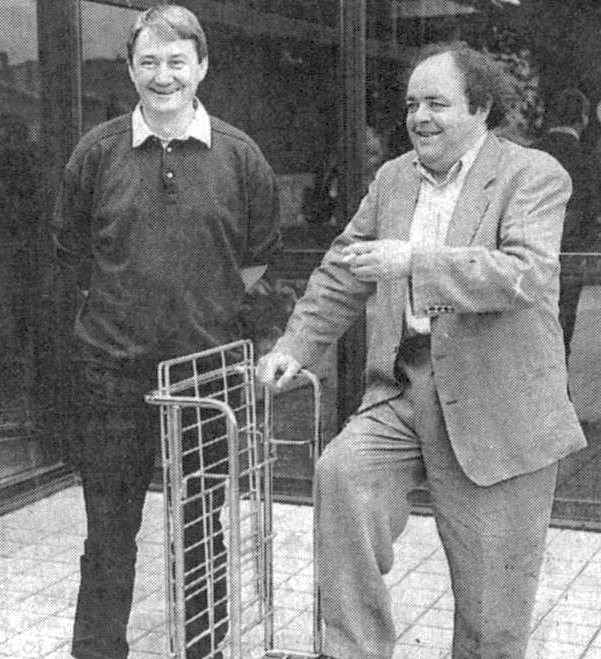
Spolu s Alainem Meillandem, 1993

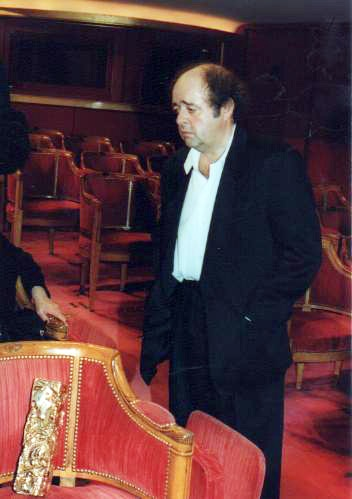
Jacques Villeret, 1999

Jacques Villeret, vlastním jménem Mohamed Boufroura (6. února 1951 Loches, Indre-et-Loire – 28. ledna 2005 Évreux) byl francouzský herec, jehož dominantním žánrem se stala komedie. Za roli Françoise Pignona v komedii Blbec k večeři z roku 1999, kterou natočil režisér Francis Veber, získal Césara pro nejlepšího herce. Spolu s dalšími oceněními obdržel také Řád čestné legie.

## Životopis
Narodil se roku 1951 v Loches jako Mohamed Boufroura do rodiny alžírského otce a francouzské matky.
26. prosince 1979 se oženil s herečkou a spisovatelkou Irinou Tarassovovou. K odloučení manželů došlo v roce 1998. Vztah později žena popsala v knize Un jour, tout ira bien. Poté žil v Paříži s ovdovělou Afričankou Seny. Zemřel v lednu 2005 v Évreux na vnitřní krvácení v důsledku alkoholického poškození jater.

## Umělecká kariéra
Absolvoval pařížskou státní konzervatoř (Conservatoire de Paris, CNSAD) ve třídě Louise Seignera. Vedle divadla byl také aktivní ve filmu a televizi. Výrazné role ztvárnil ve snímcích Zelňačka, kde hrál mimozemšťana, jako autistický Mo se objevil v L'été en pente douce a maršála Ludwiga von Apfelstrudela představoval v komedii Dědoušek se dal na odboj 

## Filmografie (výběr)
- 2005 – De qui me moque-je?
- 2005 – Nepostradatelný pomocník
- 2005 – Les Parrains
- 2005 – Šedé duše
- 2005 – Velký vezír
- 2004 – Princezna z Malabaru
- 2004 – Zmije v hrsti
- 2003 – Le Furet
- 2003 – Podivné zahrady
- 2001 – Un aller simple
- 2001 – Zločin v ráji
- 2000 – Herci
- 1999 – Děti z mokřin
- 1998 – Blbec k večeři
- 1998 – Šimpanz Mookie
- 1997 – Le Dernier été (televizní film)
- 1997 – Georges Dandin de Molière (televizní film)
- 1996 – Golden Boy
- 1994 – Parano
- 1993 – Le Batteur du boléro
- 1993 – Mayrig (seriál)
- 1992 – Rej výtržníků
- 1992 – 588 rue paradis
- 1991 – Le Fils du Mékong
- 1991 – Láska s rybou
- 1991 – Les Secrets professionnels du Dr Apfelglück
- 1990 – Trois années
- 1988 – Mangeclous
- 1988 – La Petite amie
- 1987 – L' Été en pente douce
- 1987 – Pěstuj si pravačku
- 1987 – Poslední léto v Tangeru
- 1987 – Sale temps
- 1986 – Black Mic Mac
- 1986 – Les Frères Pétard
- 1986 – La Galette du roi
- 1985 – Bezva finta
- 1985 – Dialogue de sourds
- 1985 – Drôle de samedi
- 1984 – Mrchožrouti
- 1983 – Circulez y a rien à voir!
- 1983 – Danton
- 1983 – Dědoušek se dal na odboj
- 1983 – Edith a Marcel
- 1983 – Effraction
- 1983 – Les Folles années du twist
- 1983 – Garçon!
- 1983 – Křestní jméno Carmen
- 1982 – L'Épreuve (televizní film)
- 1982 – Jacques Dutronc, la nuit d'un rêveur (televizní film)
- 1982 – Merci Bernard (seriál)
- 1982 – Velký bratr
- 1981 – Gaston Lapouge (televizní film)
- 1981 – Jedni a druzí
- 1981 – Malevil
- 1981 – Le Petit Mitchell illustré (televizní film)
- 1981 – Les Uns et les autres (seriál)
- 1981 – Zelňačka
- 1979 – Disciplína musí bejt
- 1979 – Je te tiens, tu me tiens par la barbichette
- 1979 – Mais où et donc Ornicar
- 1979 – Rien ne va plus
- 1979 – Un balcon en forêt
- 1979 – Un coup de rasoir (televizní film)
- 1979 – Útěk do bezpečí
- 1979 – Zpověď jen pro sebe
- 1978 – Molière
- 1978 – Mon premier amour
- 1978 – Le Passe-montagne
- 1978 – Le Rabat-joie (televizní film)
- 1978 – Robert et Robert
- 1977 – Jiný muž, jiná šance
- 1976 – Dobrák a zlí lidé
- 1976 – Nono Nénesse
- 1976 – Začít znovu
- 1975 – Pan Dupont
- 1975 – Sérieux comme le plaisir
- 1974 – Celý jeden život
- 1974 – Láska v dešti
- 1974 – Les Naufragés de l'île de la Tortue
- 1974 – Otevřená huba
- 1973 – Fantasio (televizní film)
- 1973 – R.A.S.